# Somatochlora franklini
Somatochlora franklini – gatunek ważki z rodziny szklarkowatych (Corduliidae). Występuje na terenie Ameryki Północnej.

## Charakterystyka
- Ubarwienie: podobnie jak pozostałe odmiany mają blade znaczenia na tułowiu i brzuchu oraz czarne nogi. Skrzydła są wyraziste, a oczy błyszczące w kolorze zielonym. Natomiast klatka piersiowa jest w barwach metalicznego brązowo-zielonego połysku, brzuch jest ciemno metaliczny, czarno-zielony;
- Wielkość: jego rozmiar oscyluje w granicach 1,7 cala, smukły odwłok i czarne ślady u podstawy tylnych skrzydeł, sprawiają, że ten gatunek jest łatwy do rozpoznania;
- Sezon występowania: w Wisconsin od końca maja do początku sierpnia;
- Siedlisko: zazwyczaj można je spotkać na torfowiskach lub torfowiskach karmionych źródłami, zwykle nie w pobliżu otwartych wód[3].